# Joško Topić
Joško Topić (* 8. Dezember 1983) ist ein kroatischer Tennisspieler.

## Karriere
Joško Topić spielt hauptsächlich auf der ATP Challenger Tour und der ITF Future Tour. Er feierte bislang einen Einzel- und neun Doppelsiege auf der Future Tour. 
Sein Debüt im Einzel auf der ATP World Tour gab er im Juli 2013 bei den ATP Vegeta Croatia Open, wo er sich für die Einzelkonkurrenz qualifizieren konnte, jedoch in der 1. Hauptrunde klar in zwei Sätzen gegen Carlos Berlocq verlor. Im Doppel spielte er erstmals im Juli 2008 an der Seite von Ivo Karlović bei den ATP Studena Croatia Open, verlor dort aber bereits in der Auftaktrunde gegen Ivan Cerović und Ivan Dodig.